# 墊頭鼠麴草
垫头鼠麴草（学名：Gnaphalium pulvinatum）是菊科鼠麴草属的植物。分布于朝鲜、俄罗斯以及中国大陆的黑龙江等地，生长于海拔4,000米的地区，常生于水边湿地上以及落叶松林下，目前尚未由人工引种栽培。